# Elkhart (Kansas)
Elkhart település az Amerikai Egyesült Államok Kansas államában, Morton megyében, melynek megyeszékhelye is. Lakosainak száma 1888 fő (2020. április 1.).

## Népesség
A település népességének változása:

| 2010 | 2 205 |
| 2020 | 1 888 |